# 北海道開拓村
北海道開拓村（日语：ほっかいどうかいたくのむら）是一個位於日本北海道札幌市厚別區厚別町小野幌（野幌森林公園內）的露天博物館。

## 历史
1983年建成开馆，2007年8月被指定為「博物館相当施設」。開拓村由一般財團法人北海道歷史文化財團管理運營。開拓村內有52棟搬遷或重現的北海道開拓時期的歷史建築，並重現當時的年中節慶活動以傳承文化。

## 外部連結
- 北海道開拓の村（页面存档备份，存于）（公式サイト）
- 北海道開拓の村ストリートビュー